# اضطراب الرغبة الجنسية قاصر النشاط
الإبردة (بالإنجليزية: Hypoactive sexual desire disorder)‏ أو الرغبة الجنسية المثبطة (بالإنجليزية: inhibited sexual desire)‏ هي حالة يمكن أن تصيب كلا من الجنسين، وتكون بفقدان الرغبة الجنسية كليا أو بشكل كبير، وعدم حدوث استثارة جنسية مهما كان العامل المثير مرتفعا.[بحاجة لمصدر]